# نورمان شنايدر
نورمان شنايدر هو سياسي كندي، ولد في 9 ديسمبر 1888 في كيتشنر في كندا، وتوفي بنفس المكان في 26 أغسطس 1985. حزبياً، نشط في الحزب الليبرالي الكندي. وقد انتخب عضو مجلس العموم الكندي.